# Biserica de lemn Starchiojd-Gărbeasca

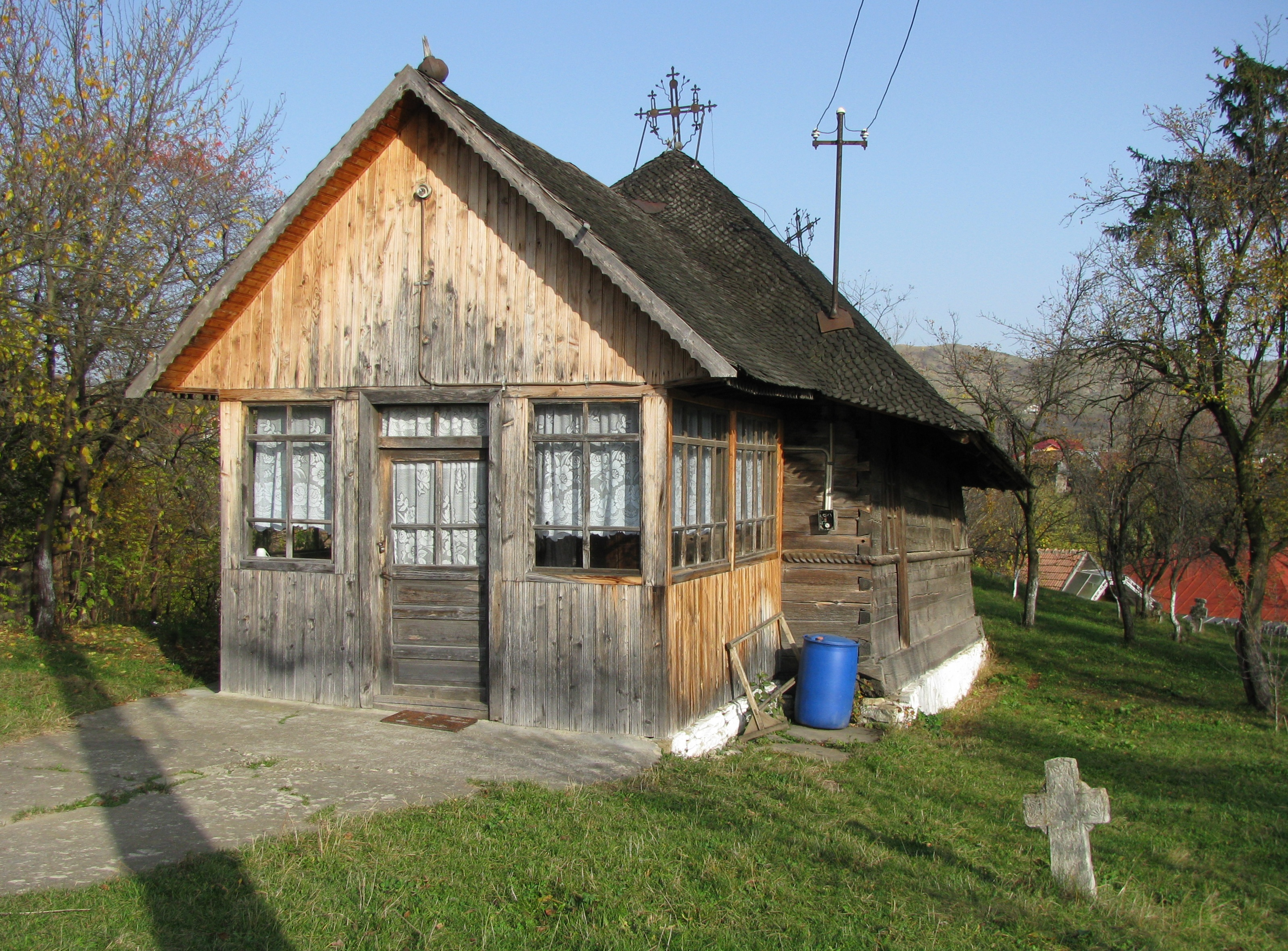
Biserica de lemn din Starchiojd, județul Prahova. Foto: noiembrie 2008

Biserica de lemn din Starchiojd, comuna Starchiojd, județul Prahova, poartă hramul „Cuvioasa Paraschiva” și datează din anul 1780.  Biserica este înscrisă pe noua listă a monumentelor istorice, LMI 2004:  PH-II-m-A-16738. 

## Imagini din exterior

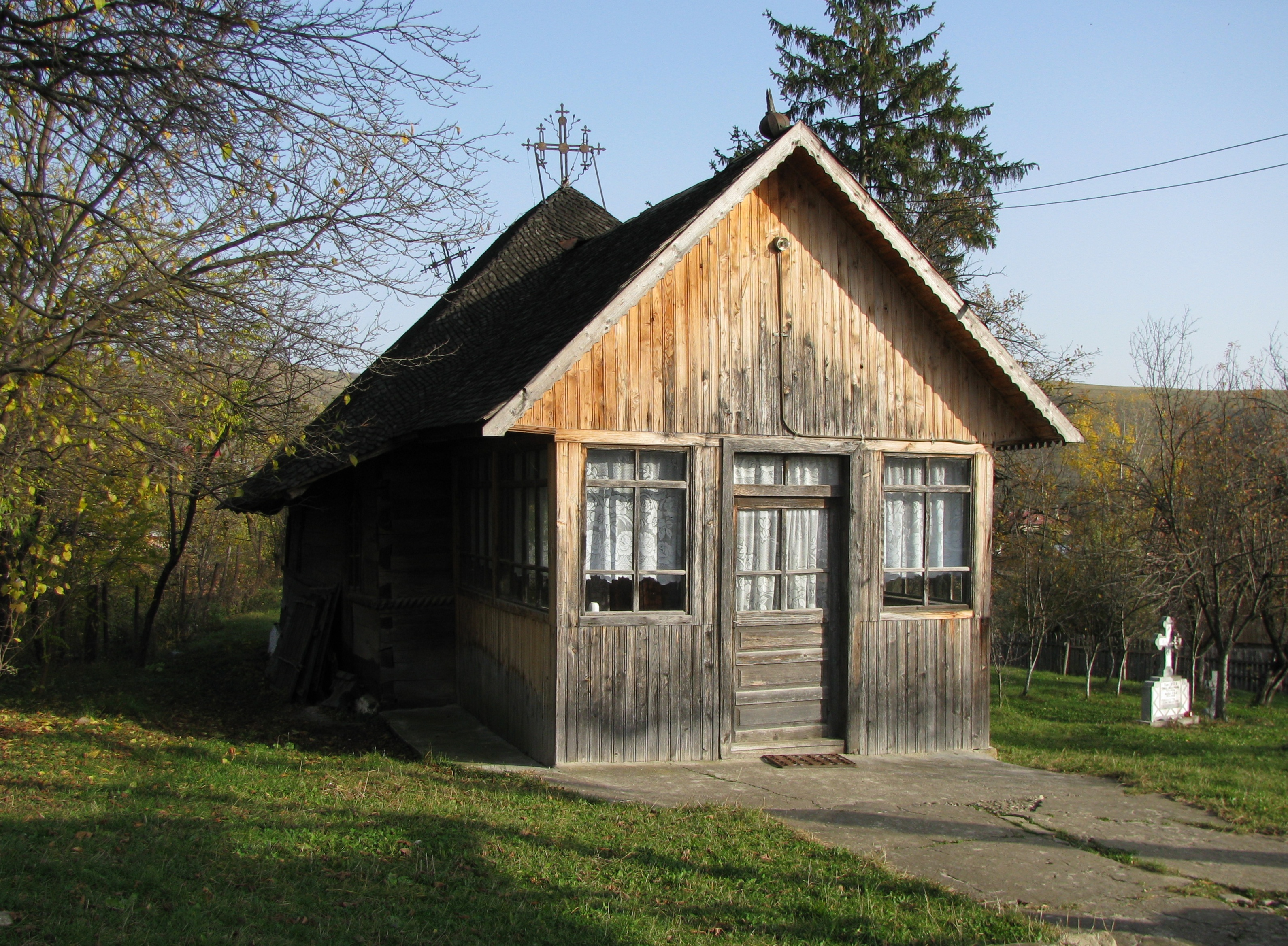
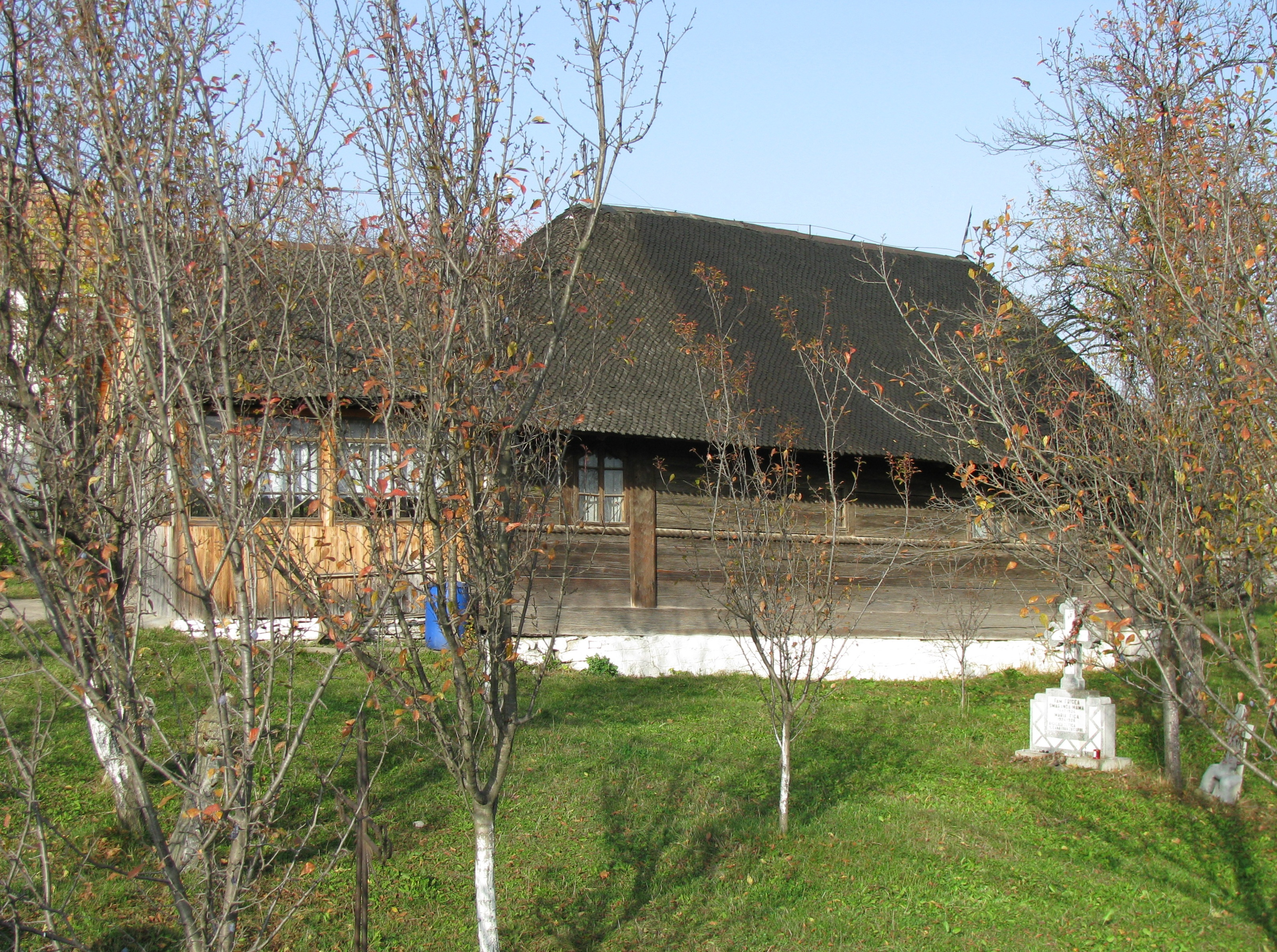
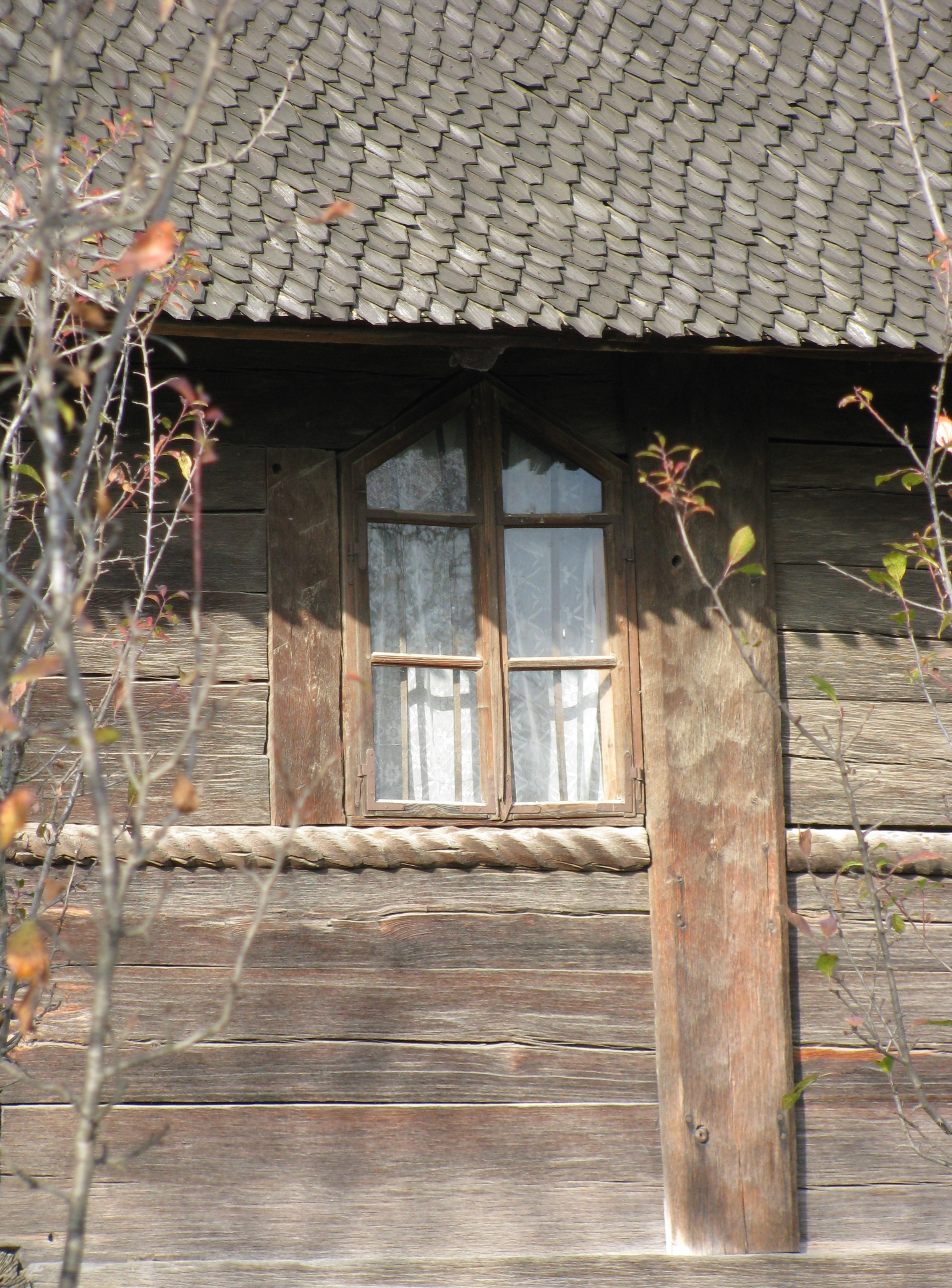
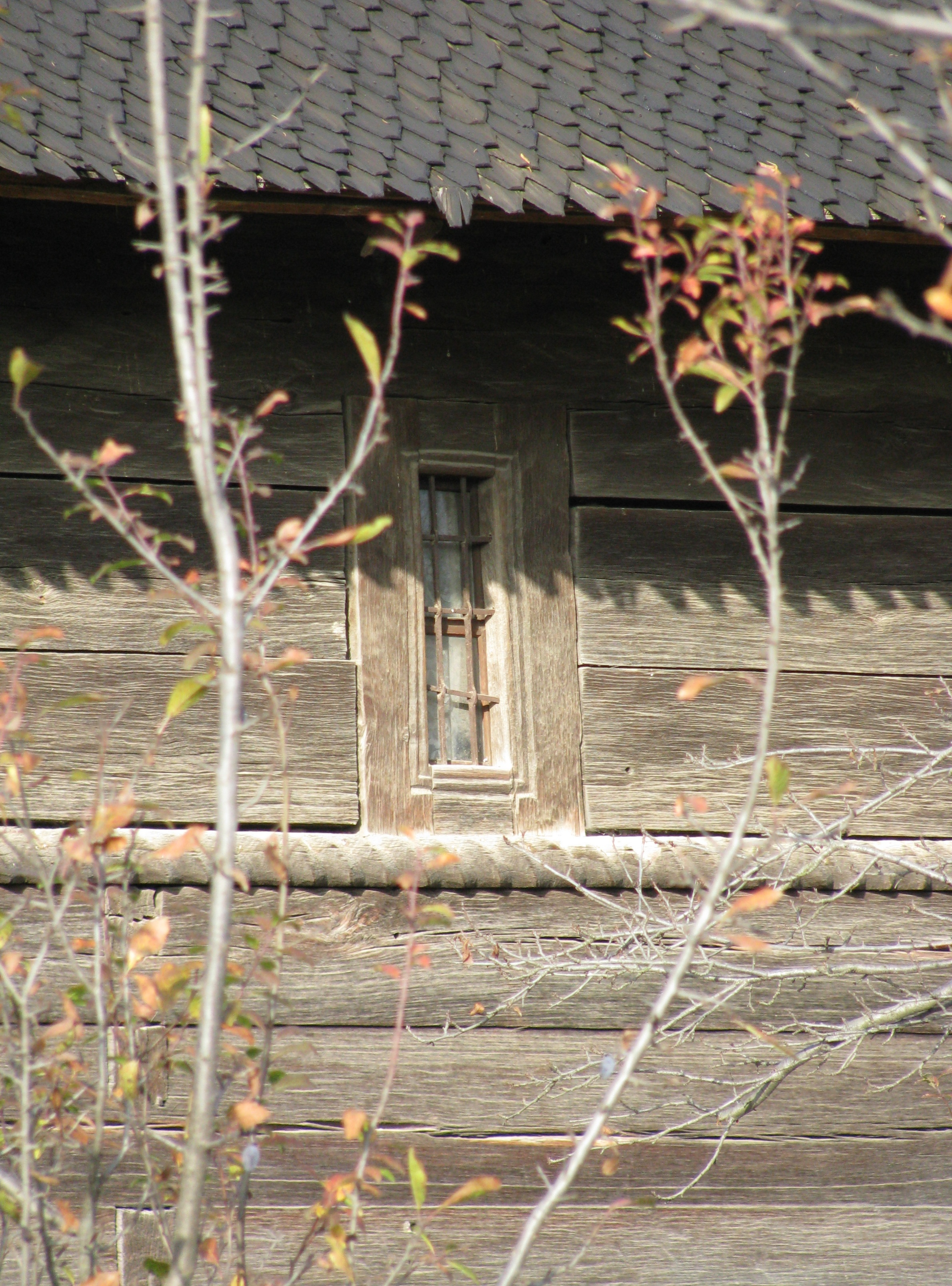
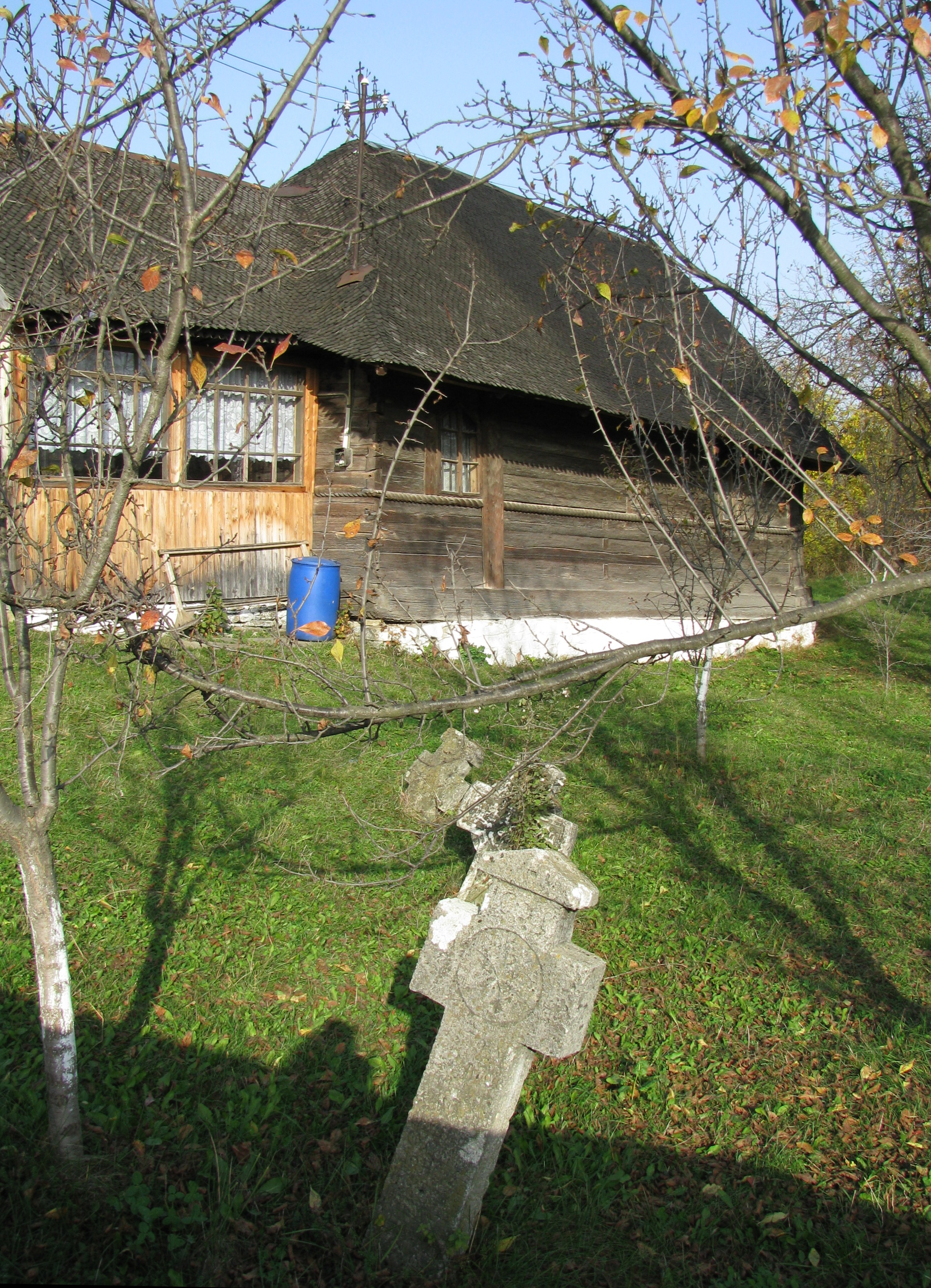